# Mitologia finesa

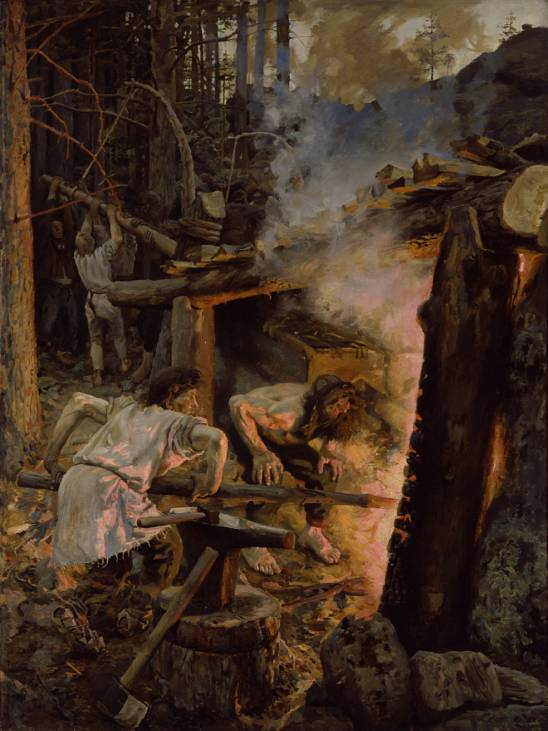
Ilmarinen, figura principal del panteó finés fins a l'ascensió del seu germà Ukko, i des de llavors déu dels artesans, fabricant el sampo. Akseli Gallen-Kallela: Fabricació del sampo (1893)

La mitologia finesa és la que comprén les creences dels pobles finesos abans de la seua cristianització. Incloïa moltes característiques comunes amb el seu poble veí més emparentat des del punt de vista ètnic i lingüístic, els estonians, així com amb els seus veïns no uràlics, és a dir, els pobles bàltics i escandinaus. Molts d'aquests mites estaven també estretament relacionats amb els d'altres pobles uràlics, com els samis.
La mitologia finesa sobrevisqué en tradicions orals de poemes cantats mítics i en el folklore fins ben entrat el s. XIX.
El déu pare Ukko ('ancià', en finés), era originàriament només un esperit de la natura com tots els altres. L'animal més sagrat, el nom real del qual no era mai pronunciat en veu alta, era l'os, que es considerava l'encarnació dels avantpassats, raó per la qual s'anomenava amb molts eufemismes: mesikämmen ('pota de mel'), otso ('front ampli'), kontio ('habitant de la terra').

## Estudi de la mitologia finesa i història religiosa

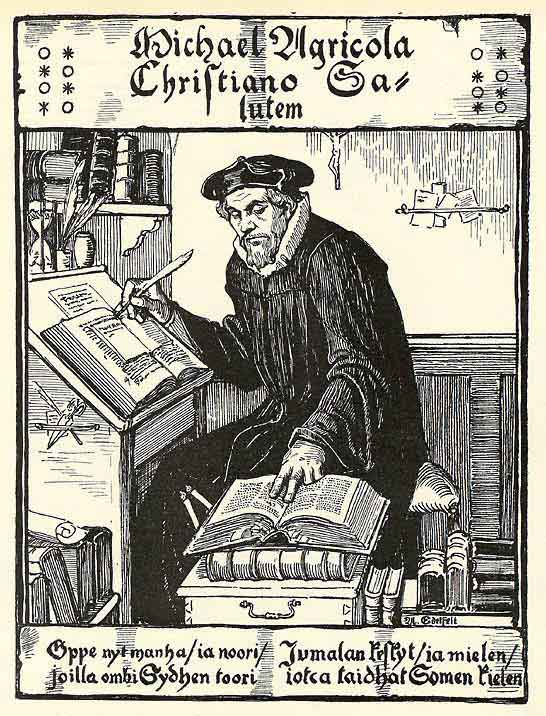
Mikael Agricola, bisbe, reformador protestant i missioner finés, redactà els primers testimoniatges sobre la mitologia finesa

El primer esment a les creences del poble finés, el feu el bisbe i reformador luterà Mikael Agricola en el prefaci de la seua traducció al finés dels psalms, publicada el 1551. Agricola elaborà una llista de suposades deïtats de Häme (en suec Tavastia) i Carèlia, dotze deïtats de cada zona, amb les seues funcions breument exposades en forma de versos. Alguns comentaristes consideren que per a Häme només esmentà onze deïtats, sense explicar Piru, el Diable. Gràcies a aquesta llista, Agricola és considerat el pare de la història religiosa de Finlàndia i la seua mitologia. Erudits i estudiosos posteriors sovint citaren aquesta llista com a fonts històriques, i només a la fi del s. XIX començaren a avaluar críticament la informació presentada sobre els déus, i es pogué demostrar en recerques posteriors que la majoria de les figures presentades per ell no eren déus, sinó esperits guardians locals, figures de la mitologia popular o llegendes, herois culturals, sants cristians amb noms alternatius i, en un cas, una festa de l'època de la collita.
L'obra Mythologia Fennica, de Cristfried Ganander, publicada el 1789, fou la primera incursió erudita laica en la mitologia finesa. Al s. XIX, les recerques sobre el folklore finés s'intensificaren. Erudits com Elias Lönnrot, J. F. Cajan, M. A. Castrén, i D. I. D Europaues viatjaren per Finlàndia replegant la poesia popular cantada en forma de runo (poema). A partir d'aquest material, Lönnrot edità el Kalevala i el Kanteletar. Aquesta poesia popular constava preponderantment de les creences paganes fineses prèvies a la cristianització, i permeté als erudits estudiar la mitologia finesa amb més detall.

## L'origen i l'estructura del món

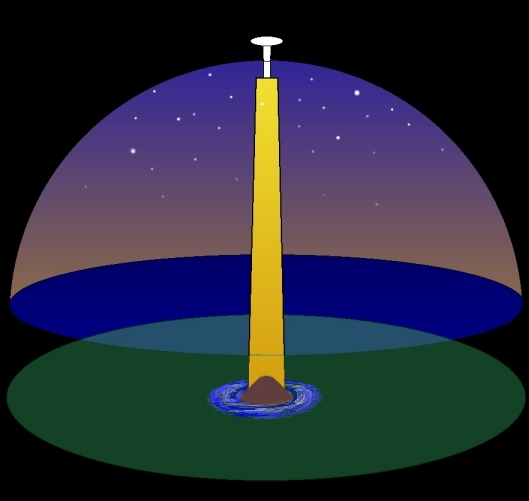
Estructura del món d'acord amb la mitologia finesa

Es creia que el món havia estat format a partir de l'explosió d'un ou d'aythya (au aquàtica). Respecte al cel es creia que era la coberta superior de l'ou i, alternativament era vist com una carpa suportada per una columna al pol nord, per sota de l'estel polar.
El moviment dels estels era causat per la rotació de la volta celeste sobre l'estel del nord i sobre si mateixa. Segons la mitologia, hi havia un gran remolí al pol nord a causa de la rotació de la columna del cel. Per aquest remolí, les ànimes podien anar a la part exterior del món, a la terra dels morts, Tuonela.
Es creia que la terra era plana. A la seua vora es trobava Lintukoto ('la llar dels ocells'), una regió càlida on vivien els ocells a l'hivern. La Via Làctia era linnunrata ('la ruta dels ocells'), perquè es creia que els ocells viatjaven per ella cap a Lintutoko i en tornaven.
Els ocells tenien també un altre significat: portaven l'ànima als humans en el moment de nàixer, i se l'enduien en el moment de la mort. En algunes àrees, es creia que calia tenir un figura d'ocell tallada en fusta per prevenir que l'ànima s'escapés durant el somni, protegint-la de perdre's en els camins onírics. Aquestes figures rebien es deien sielulintut ('ocells de l'ànima').
Al seu torn les aus aquàtiques eren molt comunes en els contes, com també en les pintures en pedres i cavernes, cosa que demostra el gran significat que tenien per als antics finesos.

## Tuonela, la terra dels morts
Tuonela era la terra dels morts, una llar o ciutat subterrània. Era un lloc fosc i exànime, on ningú dormia. Només un xaman valent podia viatjar a Tuonela en estat de tràngol per consultar la guia dels avantpassats. Per viatjar a Tuonela, l'ànima havia de creuar un riu fosc; si tenia una raó vàlida, llavors un vaixell vindria de seguida a recollir-lo. Moltes vegades l'ànima del xaman havia de convèncer els guàrdies de Tuonela d'haver mort realment.

## Ukko, el déu del cel i del tro

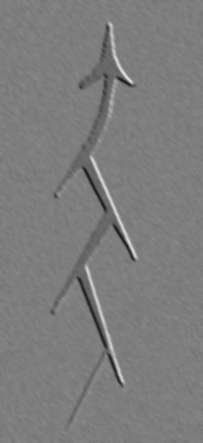
Dibuix simplificat d'una talla en pedra trobat a Carèlia, Finlàndia, que contindria la representació d'una serp i un tro

Ukko ('ancià') era el déu del cel, el temps meteorològic i els cultius. També era el més important del panteó i les paraules fineses ukkonen ('tro', literalment 'd'Ukko') o ukonilma ('clima d'Ukko') en deriven. En el Kalevala és anomenat també Ylijumala ('déu superior'), perquè era el déu del cel. En els mites, només es manifesta per efectes naturals quan és invocat.
Els orígens d'Ukko podrien datar dels temps del déu de la mitologia bàltica Perkūnas (que s'ha associat amb Thor), o de l'antic déu del cel finés Ilmarinen. Quan Ukko prengué el lloc d'Ilmarinen com a déu del cel, el destí d'Ilmarinen fou convertir-se en el déu ferrer o déu de la pedra. En el Kalevala, se li atribueixen la forja dels estels de la volta celeste i el màgic molí de l'abundància, el Sampo.
L'arma d'Ukko podia ser un martell, una destral o una espasa, amb què llançava raigs. Es creia que havia creat les tempestes elèctriques en dur el seu carro sobre els núvols o bé en mantenir relacions sexuals amb la seua esposa Akka (en finès 'anciana'). L'arma originària d'Ukko era possiblement la destral de pedra gravada en vaixells de la cultura de la ceràmica cordada. L'Ukonvasara ('martell d'Ukko'), significava possiblement el mateix que la destral esmentada. Com que les eines de pedra s'abandonaren en l'edat de coure nòrdica, els orígens de les armes de pedra constitueixen un misteri. Es creia que aquestes armes d'Ukko, amb els capçals de pedra, produïen llampecs. Els xamans recolliren aquestes armes, doncs creien que posseïen molts poders tant per a sanar com per a danyar.

## Herois, déus i esperits
- Ahti (o Ahto), déu de les profunditats, proveïdor de peixos.
- Ajatar (o Ajattara), esperit malvat del bosc.
- Akka ('anciana') esperit femení, contrapart femenina d'Ukko
- Äkräs, déu de la fertilitat i protector dels vegetals, especialment els naps.
- Antero Vipunen, gegant mort, protector del coneixement profund i la màgia.
- Hiisi, dimoni, originàriament evocava un bosc sagrat, més tard un important goblin.
- Iku-Turso, un monstre marí malèvol, possiblement és un altre nom de Tursas.
- Ilmarinen, el gran ferrer, constructor del cel. Originàriament un esperit masculí de l'aire.
- Ilmatar, esperit femení de l'aire. Era filla de la substància primaveral i l'esperit creatiu. Al seu torn era mare de Väinämöinen en el Kalevala.
- Jumala, nom genèric per a una deïtat major. Originàriament era el nom donat pels finesos al cel, el déu del cel i el déu suprem. Després la paraula taivas i Ukko esdevingueren els noms del cel i del déu del cel respectivament. El nom significa 'déu', i s'usà després per referir-se al déu cristià. L'origen del nom és desconegut, algunes hipòtesis postulen que deriva de Jomali, la deïtat suprema dels pobles permians i l'origen de la paraula estònia jume ('cel').
- Kalevanponka ('fill de Kaleva'), heroi gegant que podia tallar els boscos i segar enormes prats, idèntic a l'heroi nacional èpic estonià Kalevipoeg.
- Kave, antic déu del cel, després deïtat del cicle lunar. Al seu torn era pare de Väinämöinen. El seu nom és semblant al de Kaleva.
- Kotitonttu, tutelar de la casa.
- Kullervo, antiheroi tràgic. Model per al personatge de Túrin Turambar de l'obra El Silmarillion, de Tolkien.
- Kuu, déu de la Lluna. En finés ambdues paraules signifiquen 'lluna'.
- Lemminkäinen (Ahti Saarelainen, Kaukomieli), un heroi temerari.
- Lempo, esperit de la fertilitat.
- Louhi, matriarca de Phjiola, amfitriona del món subterrani.
- Loviatar, filla cega de Tuoni i mare de les Nou malalties.
- Ilmatar, esperit de la natura, creadora femenina.
- Menninkäinen, esperit màgic, un gnom.
- Mielikki, esposa de Tapio, dea del bosc.
- Nyyrikki, dea de la caça, filla de Tapio.
- Näkki, esperit temible dels estanys, pous i ponts. Semblant a la Nix grega.
- Otso, l'esperit de l'os.
- Pekko (o Pellon Pekko), déu dels cultius, sobretot de l'ordi i de l'elaboració de la cervesa.
- Perkele, el Diable. Originàriament déu del tro, fou demonitzat amb la introducció del cristianisme. Es relaciona amb el déu bàltic Perkunas i el nòrdic Thor.
- Pellervo (o Sampsa Pellervoinen), déu de la collita.
- Pihatonttu, tutelar del pati.
- Piru, esperit, dimoni.
- Päivätär, dea del dia. Prové del finés päivä ('dia').
- Rahko, déu careli del temps cronològic.
- Surma, personificació de la mort violenta.
- Saunatonttu, tutelar de la sauna.
- Tapio, déu del bosc.
- Tellervo, dea del bosc, filla de Tapio i Mielikki.
- Tonttu, generalment un tutelar benigne. Originàriament era patró de la terra conreada, posseïdor del lot.
- Tuonetar, referent a l'amant i a la filla de Tuoni.
- Tuoni, personificació de la mort.
- Tursas, déu tavastià de la guerra. Podria ser el nom finés del nòrdic Tyr i el germànic Tîwaz.
- Tuulikki, filla de Tapio i Mielikki i germana de Tellervo, dea dels animals.
- Ukko, déu del cel i el tro, associat a Thor i al Taara estonià.
- Vellamo, esposa d'Ahti, dea del mar, els llacs i les tempestes. Una imatge corrent de Vellamo pot ser vista en els escuts de la província de Päijät-Häme.
- Vendemo ('mare de les aigües'), dea carèlia de l'aigua.
- Väinämöinen, home ancià i savi, que posseïa una potent i màgica veu. Personatge central del folklore finés i protagonista del Kalevala.

## Llocs
- Kyöpelinvuori (Raatikko), lloc al qual es creia que anaven les verges en morir, i després indret on les bruixes es reunien en Pasqua.
- Tuonela (també conegut com a Manala o Pohjola), habitada pels morts, inframon.
- Kalevala, epopeia finlandesa compilada per Elias Lönnrot al segle xix a partir de fonts folklòriques i mitològiques finlandeses, transmeses oralment de generació en generació.
- Aarnivalkea, flama eterna que marcava la ubicació d'un tresor enterrat.
- Lintukoto, lloc mític on es creia que els ocells migraven a l'hivern; la paraula és usada com una metàfora per a un locus amoenus en finés.

## Animals

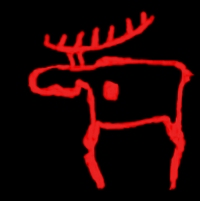
El ren és un motiu comú en els petròglifs

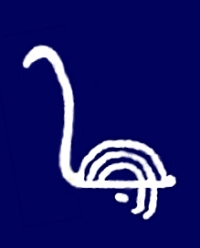
Cigne i ou representats en un petròglif de Carèlia

- Os bru: era considerat com l'animal més sagrat, només es referien a ell amb eufemismes. La caça d'un os era seguida d'una gran festa en honor d'aquest animal (peijaiset), en què una part substancial de les celebracions consistia en el convenciment a l'esperit de l'os que havia mort accidentalment i no havia estat assassinat. Després, es penjava el crani d'un os a la capçada d'un pi pel qual l'esperit de l'os podia tornar a entrar al cel.
- Cigne de Tuonela, en finés Tuonelan joutsen.
- Ren de Hiisi, en finés Hiiden hirvi.

## Objectes
- El sampo, objecte màgic que donava bona fortuna a qui el duia. D'acord amb la interpretació de Lönnrot del Kalevala, era un molí que produïa farina, sal i or del no-res.
- El kantele màgic de Väinämöinen, que l'elaborà a partir de les gargamelles d'un lluç enorme.
- La gran espasa de Väinämöinen, que brillava com el sol i era extraordinàriament aguda.